# Cheolli Jangseong

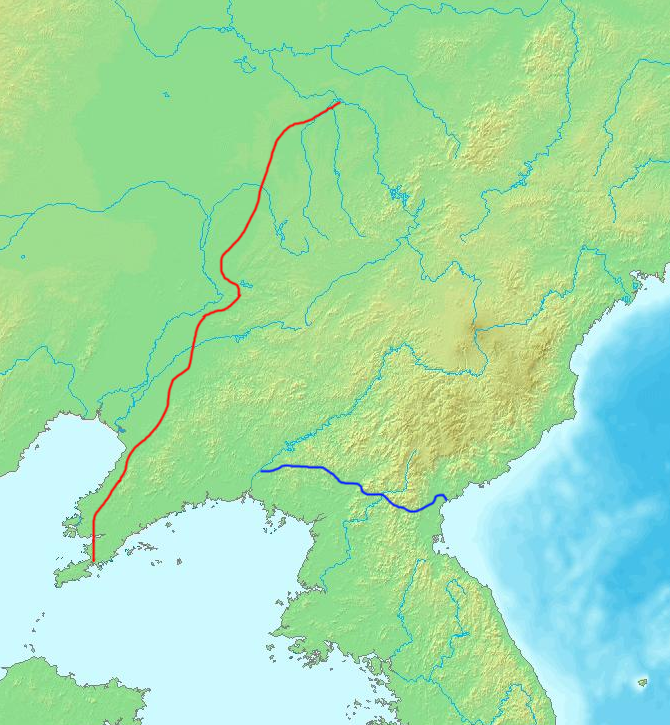
Mapa de las dos fortalezas de Cholli Jangseong. La línea azul fue construida durante Goryeo y la roja durante Goguryeo.

Cheolli Jangseong (en alfabeto hangul: 천리장성, en hanja: 千里長城) fue una forteza que se construyó durante Goryeo en el norte de Corea. En la historia coreana, hay dos castillos de este nombre, uno por Goguryeo y otro por Goryeo.
Con esta construcción se intentó impedir la invasión de Jurchen, Liao y otros pueblos nómadas en Manchuria que causaron diversos conflictos en el norte. Si bien los emperadores de Goryeo trataron de edificarla desde el momento de su fundación, no fue sino hasta el año 1033 que el emperador Deokjong (덕종) dio la orden de comenzar con el plan. Por prevenir tres veces invasiones de Liao, dos países hicieron un pacto el cual lo facilitaba la fundación de la fortaleza coreana para obstruir más guerras.
La escala fue muy larga, desde el río Yalu de oeste hasta la ahora provincia Hamgyong, aproximadamente 1.000 li (li indica 0.392km), en total cerca de 4.000 km. El proyecto indica una defensiva fuerte en torno al norte y este de la península coreana.
Bajo el reinado de Deokjong, el armazón terminó construyendo series de fortalezas en el norte. Se demoraron más de 10 años en completar la construcción en el 1044; el primer año del emperador Jeongjong, para unir piezas de castillos.
El general, Yuso ganó un título especial, mercecido al principio del proyecto masivo por la corte, pero esto le causó gran amenaza y repulsión desde Liao y Jurchen. No obstante, Goryeo rechazó una repulsión y solamente mantuvo ruta de comercio. La larga fortaleza se utilizaba como línea defensiva a largo plazo. Sin embargo, no se ha encontrado la fortaleza totalmente, y las relíquias se encontraron en Uiju, Corea del Norte.